# Lisímaco de Alejandría
Lisímaco de Alejandría (siglo I a. C.) fue un gramático del antiguo Egipto. Según Josefo, en Contra Apión, era seguidor de los críticos de los tradicionales libros judíos de Moisés y del Éxodo fundados en los trabajos de Manetón y Queremón de Alejandría.